# Bothrophthalmus brunneus
Bothrophthalmus brunneus — вид змій родини Lamprophiidae. Мешкає в Центральній Африці.

## Поширення і екологія
Bothrophthalmus brunneus мешкають в Камеруні, Екваторіальній Гвінеї, Республіці Конго і Габоні. Вони живуть у вологих рівнинних тропічних лісах, трапляються у вторинних лісах та на плантаціях. Зустрічаються на висоті до 820 м над рівнем моря.